# Alfonso Gonzaga
Alfonso Gonzaga (Alfonso di Castel Goffredo) (Castel Goffredo, novembre 1541 – Gambaredolo, 7 maggio 1592) è stato un condottiero italiano, secondo marchese di Castel Goffredo.

## Biografia
Figlio primogenito di Aloisio Gonzaga, nacque a Castel Goffredo nel novembre 1541.
Alla morte del padre, Alfonso aveva solo nove anni e il marchesato fu governato, fino alla maggiore età, dalla madre Caterina Anguissola (m. 1550), tramite il cognato Giovanni Anguissola, fino al 1558. Alfonso fu inviato alla corte di Madrid (nel 1557 combatté valorosamente per gli spagnoli nella battaglia di San Quintino), dove rimase fino al 1564.
Il 20 marzo 1559 ottenne, tramite il nunzio Alessandro Pomello, l'investitura da parte dell'imperatore Ferdinando I d'Asburgo per il feudo di Castel Goffredo, dove si adoperò per incrementare i commerci, dare impulso all'agricoltura e assistenza alla Congregazione dei poveri. Con tutta probabilità il duca Guglielmo concesse anche ad Alfonso, come fece per Ferrante di Castiglione nel 1567, la possibilità di aprire una zecca a Castel Goffredo.
Si trasferì quindi a Milano. Nel 1568 a Vanzaghello sposò la contessa Ippolita Maggi (o Madia), dalla quale ebbe otto figli: tre morirono prematuramente, quattro femmine andarono monache e rimase con lui la figlia Caterina, sposa del nobile Carlo Emanuele Teodoro Trivulzio (Teodoro VIII), conte di Melzo († 1605). Si trasferì a Castel Goffredo nel 1586 malato di gotta e costretto a vivere alla poltrona a rotelle per infermità agli arti inferiori. Ricevette la visita del cardinale Carlo Borromeo in qualità di delegato apostolico.
Durante le sue lunghe assenze, il feudo di Castel Goffredo venne amministrato dal fratello Ferrante. Fece dono alla città di Asola della fontana di Ercole, anticamente posta nella piazza dell'Olmo (l'attuale piazza Mazzini a Castel Goffredo), in segno di ringraziamento per avere concesso al marchese un prestito di trecento fiorini d'oro. Venne a risiedere stabilmente a Castel Goffredo solo nel 1586, già malato di gotta e costretto alla sedia a rotelle. Tra il 1588 e il 1590 fece ricostruire, ad opera di Bernardino Facciotto, la chiesa prepositurale di Sant'Erasmo.

### L'assassinio a Gambaredolo
Il 7 maggio 1592, festa dell'Ascensione, il marchese venne portato in lettiga a Corte Gambaredolo da due servitori e sistemato su una sedia a rotelle sul ponte della peschiera. Mentre era intento a gettare del pane in pasto ai pesci, venne assalito alle spalle da otto sicari, mandati per motivi ereditari dal nipote Rodolfo di Castiglione, fratello di san Luigi, che aveva rinunciato al marchesato per farsi gesuita. Un colpo di archibugio, esploso da Giacomo Pedercini, centrò alla schiena Alfonso, colpito poi a pugnalate da altri uomini del gruppo e gettato in acqua, dove morì. Gli sgherri fecero ritorno a Castiglione, da dove erano venuti, attraverso le campagne.
Portato inizialmente nella chiesa dei Disciplini, venne sepolto nella cappella della chiesa di Santa Maria del Consorzio, mausoleo di Gonzaga. In seguito la moglie Ippolita Maggi fece riesumare e tumulare la salma nel santuario della Madonna delle Grazie presso Mantova: una lapide in marmo bianco all'interno ne ricorda l'evento.
Successore fu il nipote Rodolfo, ucciso a colpi di archibugio sulla porta della chiesa prepositurale di Sant'Erasmo di Castel Goffredo il 3 gennaio 1593.

## Discendenza
Alfonso ed Ippolita ebbero otto figli:
- Ferdinando, morto infante;
- Caterina (1574-1615), sposa del nobile Carlo Emanuele Teodoro Trivulzio (Teodoro VIII), conte di Melzo;
- Giulia-Giuseppa (18 agosto 1576[16]-?), morta infante;
- Ginevra (1º giugno 1578[16]-?), morta infante;
- Giovanna-Gabriele, monaca;
- Maria, monaca;
- Angela, monaca[16];
- Luigia, monaca.

Alfonso ebbe anche un figlio naturale, Luigi, avuto da Isabella Caravazale (o Isabel Caravajal) mentre si trovava in Spagna; costui nel 1559 raggiunse il padre a Castel Goffredo ma fu da questi respinto. Morì forse a Roma.

## Ascendenza
|                         |                     |                            | Genitori                       |  |  | Nonni |  |  | Bisnonni            |  |  | Trisnonni               |  |
|                         |                     |                            |                                |  |  |       |  |  | Ludovico II Gonzaga |  |  | Gianfrancesco I Gonzaga |  |
|                         |                     |                            |                                |  |  |       |  |  | Ludovico II Gonzaga |  |  | Gianfrancesco I Gonzaga |  |
|                         |                     | Paola Malatesta            |                                |  |  |       |  |  | Ludovico II Gonzaga |  |  |                         |  |
| Rodolfo Gonzaga         |                     |                            |                                |  |  |       |  |  | Ludovico II Gonzaga |  |  |                         |  |
|                         |                     | Barbara di Brandeburgo     | Giovanni l'Alchimista          |  |  |       |  |  |                     |  |  |                         |  |
|                         |                     | Barbara di Brandeburgo     | Giovanni l'Alchimista          |  |  |       |  |  |                     |  |  |                         |  |
|                         |                     | Barbara di Brandeburgo     | Barbara di Sassonia-Wittenberg |  |  |       |  |  |                     |  |  |                         |  |
| Aloisio Gonzaga         |                     | Barbara di Brandeburgo     |                                |  |  |       |  |  |                     |  |  |                         |  |
|                         |                     | Gianfrancesco I Pico       | Giovanni I Pico                |  |  |       |  |  |                     |  |  |                         |  |
|                         |                     | Gianfrancesco I Pico       | Giovanni I Pico                |  |  |       |  |  |                     |  |  |                         |  |
|                         |                     | Gianfrancesco I Pico       | Caterina Bevilacqua            |  |  |       |  |  |                     |  |  |                         |  |
| Caterina Pico           |                     | Gianfrancesco I Pico       |                                |  |  |       |  |  |                     |  |  |                         |  |
|                         |                     | Giulia Boiardo             | Feltrino Boiardo               |  |  |       |  |  |                     |  |  |                         |  |
|                         |                     | Giulia Boiardo             | Feltrino Boiardo               |  |  |       |  |  |                     |  |  |                         |  |
|                         |                     | Giulia Boiardo             | Guiduccia da Correggio         |  |  |       |  |  |                     |  |  |                         |  |
| Alfonso Gonzaga         |                     | Giulia Boiardo             |                                |  |  |       |  |  |                     |  |  |                         |  |
|                         | Giovanni Anguissola | Bernardo Anguissola        |                                |  |  |       |  |  |                     |  |  |                         |  |
|                         | Giovanni Anguissola | Bernardo Anguissola        |                                |  |  |       |  |  |                     |  |  |                         |  |
|                         | Giovanni Anguissola | Sveva Sanseverino          |                                |  |  |       |  |  |                     |  |  |                         |  |
| Gian Giacomo Anguissola | Giovanni Anguissola |                            |                                |  |  |       |  |  |                     |  |  |                         |  |
|                         |                     | Caterina Torelli           | Cristoforo II Torelli          |  |  |       |  |  |                     |  |  |                         |  |
|                         |                     | Caterina Torelli           | Cristoforo II Torelli          |  |  |       |  |  |                     |  |  |                         |  |
|                         |                     | Caterina Torelli           | Ippolita Sanseverino d'Aragona |  |  |       |  |  |                     |  |  |                         |  |
| Caterina Anguissola     |                     | Caterina Torelli           |                                |  |  |       |  |  |                     |  |  |                         |  |
|                         |                     | Daniele II Radini Tedeschi | Lazzaro Radini Tedeschi        |  |  |       |  |  |                     |  |  |                         |  |
|                         |                     | Daniele II Radini Tedeschi | Lazzaro Radini Tedeschi        |  |  |       |  |  |                     |  |  |                         |  |
|                         |                     | Daniele II Radini Tedeschi | Ermellina Grassi               |  |  |       |  |  |                     |  |  |                         |  |
| Angela Radini Tedeschi  |                     | Daniele II Radini Tedeschi |                                |  |  |       |  |  |                     |  |  |                         |  |
|                         |                     | Caterina Panichi           | ..                             |  |  |       |  |  |                     |  |  |                         |  |
|                         |                     | Caterina Panichi           | ..                             |  |  |       |  |  |                     |  |  |                         |  |
|                         |                     | Caterina Panichi           | ...                            |  |  |       |  |  |                     |  |  |                         |  |
|                         |                     | Caterina Panichi           |                                |  |  |       |  |  |                     |  |  |                         |  |

## Genealogia
|            |            |                                             |                                             |                 |                           |                           |                     |                     |                     |       |       |        |                     |                     |                  |                     |                     |                                   |                                   |                       |                       |
|            |            |                                             |                                             |                 |                           |                           |                     |                     | Rodolfo (1452-1495) |       |       |        |                     |                     |                  |                     |                     |                                   |                                   |                       |                       |
|            |            |                                             |                                             |                 |                           |                           |                     |                     |                     |       |       |        |                     |                     |                  |                     |                     |                                   |                                   |                       |                       |
|            |            |                                             |                                             |                 |                           |                           |                     |                     |                     |       |       |        |                     |                     |                  |                     |                     |                                   |                                   |                       |                       |
|            |            |                                             |                                             |                 | Gianfrancesco (1488-1525) | Gianfrancesco (1488-1525) |                     |                     |                     |       |       |        | Aloisio (1494-1549) | Aloisio (1494-1549) |                  |                     |                     |                                   |                                   |                       |                       |
|            |            |                                             |                                             |                 |                           |                           |                     |                     |                     |       |       |        |                     |                     |                  |                     |                     |                                   |                                   |                       |                       |
|            |            |                                             |                                             |                 |                           |                           |                     |                     |                     |       |       |        |                     |                     |                  |                     |                     |                                   |                                   |                       |                       |
|            |            |                                             |                                             |                 | Ramo di Luzzara ·         | Ramo di Luzzara ·         | Alfonso (1541-1592) | Alfonso (1541-1592) |                     |       |       |        |                     |                     |                  | Orazio (1545-1587)  | Orazio (1545-1587)  |                                   | Ferrante (1544-1586)              | Ferrante (1544-1586)  |                       |
|            |            |                                             |                                             |                 |                           |                           |                     |                     |                     |       |       |        |                     |                     |                  |                     |                     |                                   |                                   |                       |                       |
|            |            |                                             |                                             |                 |                           |                           |                     |                     |                     |       |       |        |                     |                     |                  |                     |                     |                                   |                                   |                       |                       |
| Ferdinando | Ferdinando | Caterina 1 sp. Carlo Trivulzio (1574-1615?) | Caterina 1 sp. Carlo Trivulzio (1574-1615?) | Giulia (1576-?) | Giulia (1576-?)           | Ginevra (1578-?)          | Ginevra (1578-?)    | Giovanna            | Giovanna            | Maria | Maria | Luigia | Luigia              | Luigi (naturale)    | Luigi (naturale) | Ramo di Solferino · | Ramo di Solferino · | Rodolfo (1569-1593)               | Rodolfo (1569-1593)               | Francesco (1577-1616) | Francesco (1577-1616) |
|            |            |                                             |                                             |                 |                           |                           |                     |                     |                     |       |       |        |                     |                     |                  |                     |                     |                                   |                                   |                       |                       |
|            |            |                                             |                                             |                 |                           |                           |                     |                     |                     |       |       |        |                     |                     |                  |                     |                     |                                   |                                   |                       |                       |
|            |            |                                             |                                             |                 |                           |                           |                     |                     |                     |       |       |        |                     |                     |                  |                     |                     | Ramo di Castel Goffredo (estinto) | Ramo di Castel Goffredo (estinto) | Ramo di Castiglione · | Ramo di Castiglione · |

## Galleria d'immagini

Castel Goffredo, Corte Gambaredolo, luogo dell'assassinio di Alfonso
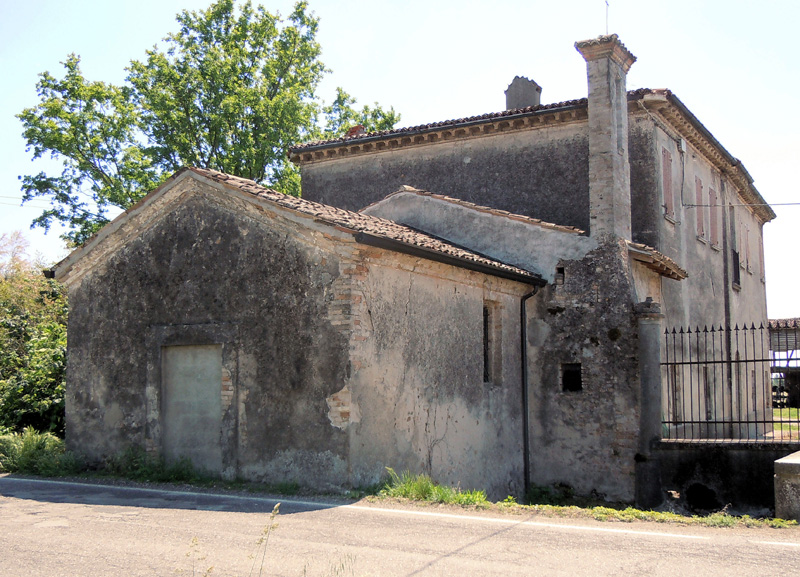
Castel Goffredo, Corte Gambaredolo, Oratorio di San Carlo edificato da Caterina Gonzaga in memoria del padre
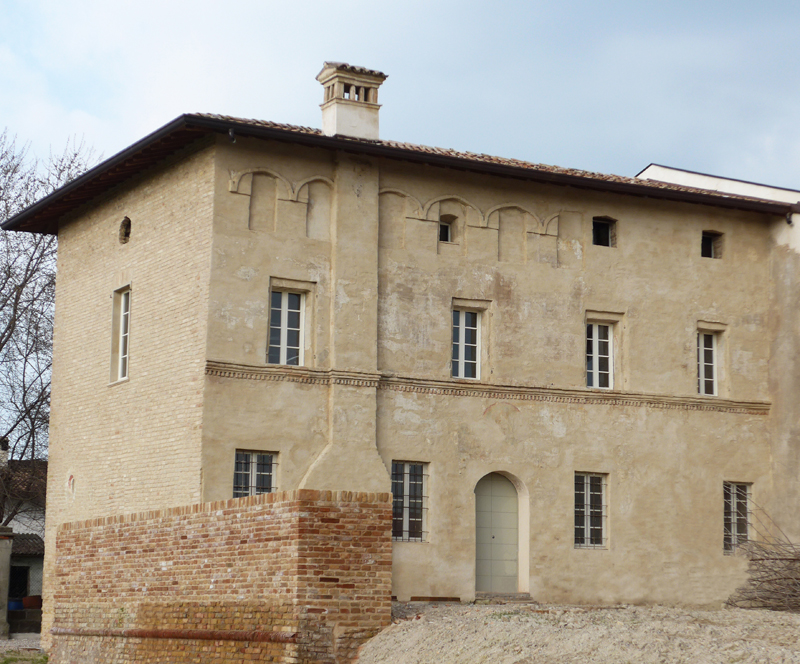
Castello di Casalmoro, appartenuto ad Alfonso Gonzaga
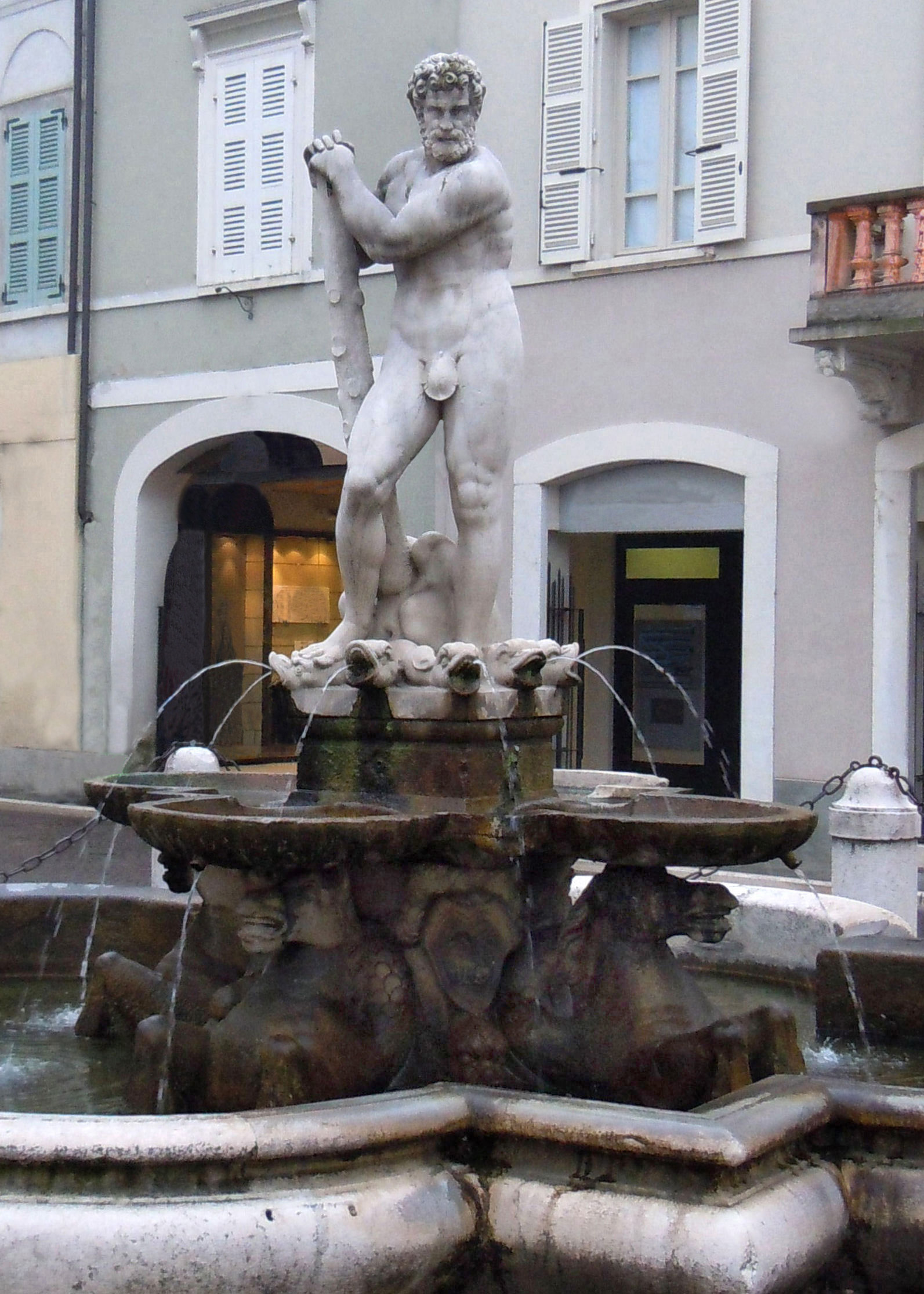
Asola, Fontana di Ercole, dono di Alfonso Gonzaga
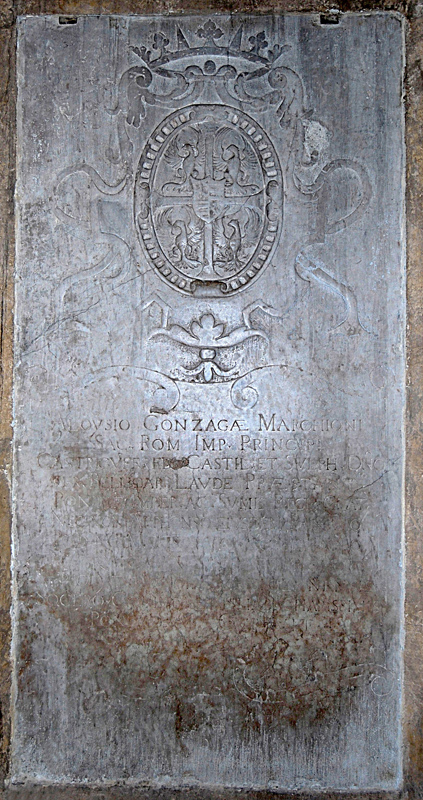
Santuario della Beata Vergine delle Grazie (Curtatone), lapide ad Aloisio e Alfonso Gonzaga